# Thủy cẩm Cambôt
Thủy cẩm Cambôt (danh pháp khoa học: Platostoma cambodgense) là một loài thực vật có hoa trong họ Hoa môi. Loài này được Suddee & A.J.Paton mô tả khoa học đầu tiên năm 2005.
Loài này là bản địa Thái Lan, Lào, Việt Nam và Campuchia.